# AU Optronics
La AU Optronics Corp. (nota anche come AUO) è una società di rilevanza mondiale nel settore dell'elettronica. Costituita nel settembre 2001 dalla fusione di Unipac Optoelectronics Corporation e Acer Display Technology Inc.

## Prodotti

### TFT LCD

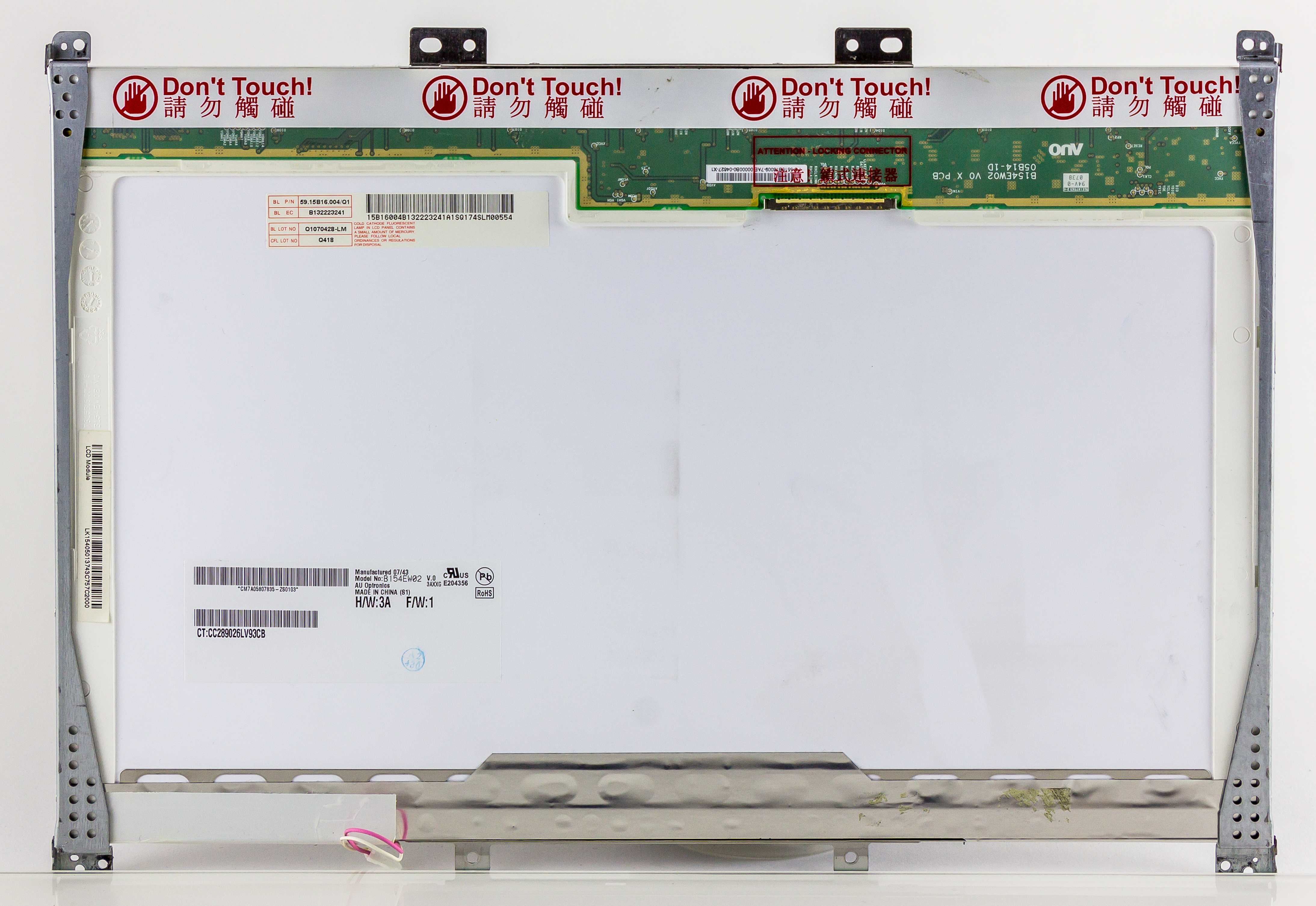
AU Optronics B154EW02

Progetta e produce display a tecnologia TFT LCD per aziende di tutto il mondo, dai piccoli formati per cellulari e smartphone, fino ai grandi formati per televisori, passando per i display per PC e notebook. Fornisce i propri prodotti a moltissime aziende, come Apple, Philips, Samsung e Sony.

### OLED
Progetta e produce display a tecnologia OLED e AMOLED.

### Divisione AUO Solar
AU Optronics inoltre progetta e produce moduli e pannelli fotovoltaici, dai modelli tradizionali fino ai più avanzati ed efficienti moduli al silicio monocristallino.
La loro rete di distribuzione di pannelli solari include oltre 96 distributori e grossisti, in oltre 25 nazioni.

## Storia
Nel settembre 2001 viene annunciata la fusione di Unipac Optoelectronics Corporation e Acer Display Technology Inc nella nuova società AU Optronics.
Nel gennaio 2002 presenta il primo display al mondo con tecnologia AMOLED amorphous-Silicon a colori.
Nel maggio 2003 AUO e Universal Display Corporation presentano il primo display al mondo con tecnologia AMOLED fosforescente ad alta efficienza.
Nell'ottobre 2004 sviluppa il primo display Amoled al mondo con tecnologia a doppio strato.
Nell'ottobre 2006 acquisisce Quanta Display Inc..
A gennaio 2010 acquisisce determinate attività e tecnologie da Field Emission Technologies, azienda leader nel FED, il cui 39,8% della quota di partecipazione è di proprietà di Sony Corporation. Nella transazione, AUO ha acquisito alcune attività che comprendono brevetti, know-how, invenzioni e attrezzature utili relativi alla tecnologia FED.

## Alcuni riconoscimenti
Ha ricevuto il premio 2010 Gold Panel Display Award per "Outstanding Product" e "Outstanding Technology" ed ha superato il 2010 Green Quality Evaluation for Flat Panel Displays riconoscendo il ricorso a tecnologie "verdi" innovative da parte dell'azienda.